# 2017年新加坡總統選舉
2017年新加坡總統選舉是新加坡第五次民選總統選舉，提名日是9月13日，若有超过一位合格候选人，投票日是9月23日。

## 新加坡總統
新加坡總統是新加坡的國家元首。由於新加坡的政治系統跟隨英式西敏制政治系統，總統是担任礼仪职能的象征性国家元首。新加坡憲法只給予總統否決財政議案和公務員任命的權力。
歷史上，新加坡總統起初是由國會委任的。在1993年開始才有民選總統制度。
雖然總統不能夠分屬於一個政黨，但歷任總統和總統候選人中有很多與長期執政的人民行動黨有極大的關係。前任總統陳慶炎曾經是人民行動黨國會議員，並擔任內閣多個職位。

## 候選人資格
新加坡憲法立下嚴格的總統候選人資格。一個候選人合資格與否全靠選舉委員會決定。因為候選人資格嚴格的關係，1999年和2005年的選舉都沒有其他候選人合乎資格。
候选人资格要求：
- 必须是新加坡公民；
- 提名日当天需满45岁以上；
- 必须是登记在选民登记册上的选民；
- 提名日当天在新加坡居住，且在新加坡居住时间不少于10年；
- 不属于宪法第45条规定中失去参选资格的人，包括心智不健全、破产者，自愿获取外国公民身份、行使外国公民权利、或宣称为外国效力的人等；
- 提名日时不是任何政党成员；
- 截止选举令状颁布之时，满足在公共部门或者私营部门的服务要求（曾担任高级公共职务或一家私营企业的“最高执行级人物”，企业的股东权益必须达到至少5亿元）。

### 改革
新加坡最高法院首席大法官梅达顺（Sundaresh Menon）於2016年率領一個九人憲法委員會，目的是要檢討現行的候選人資格。憲法委員會於同年9月7日發表報告，建議如果新加坡總統一職在30年內（即五個總統任期內）都沒有由某一個種族的合資格人士擔任的話，那下一屆的總統選舉將只會給那個種族的合資格人士參加。
建議最後被新加坡總理李顯龍接納，並且宣佈下屆總統選舉將會留給合資格的馬來族人士角逐。這亦代表下任新加坡總統將會自尤索夫·伊薩後，首次由馬來人擔任。

## 总统选举令状
新加坡总理李显龙于2017年8月28日下午颁布总统选举令状。选举官是能源市场管理局局长伍伟聪。

## 参选表格
第二房地产集团创办人兼总裁沙里马里肯于2017年8月23日下午约3时30分抵达选举局提交参选表格，他也是首名提交表格的申请人。
海事公司波旁海事亚洲主席于2017年8月24日早上约10时30分抵达选举局提交参选表格。
前国会议长哈莉玛于2017年8月30日早上现身选举局，提交参选表格。
有意参选人必须在9月4日之前提交参选表格，并在9月9日前提交政治捐款证书。

## 总统候选人资格证书
选举局于2017年9月11日宣布，只有一人获得总统候选人资格证书。傍晚6点，哈莉玛抵达选举局，领取相关证书。

## 候選人
| 序号 | 候选人                         | 背景                                              | 结果                              |
| ---- | ------------------------------ | ------------------------------------------------- | --------------------------------- |
| 1    | 哈莉玛·雅各布（Halimah Yacob） | 前国会议长，马西岭-油池集选区前人民行动党籍议员。 | 获得总统选举令状， 最终当选总统。 |

### 無資格角逐
- 法立（Farid Khan）：海事公司波旁海事亚洲主席，现年62岁。他于2017年7月中旬宣布参加总统选举。[9]他因其公司过去三年平均股东权益总值介于2亿5400多万新元到2亿6300多万新元之间，低于5亿新元，而未获得参选资格。
- 沙里马里肯（Mohd Salleh Marican）：第二房地产集团创办人兼总裁，现年67岁。他于2017年5月底宣布有意参选新加坡总统。[10]他因其公司过去三年平均股东权益总值只达到2亿5800万新元，低于5亿新元，而未获得参选资格。
- 陳清木：曾於2011年參選總統，並以些微的票數敗於前總統陳慶炎。曾於2016年三月宣佈再次參選的意向。[11]因為華族身份而被褫奪今屆的參選資格。
- 陳慶炎：前總統，于上一届总统选举胜出，任期于2017年8月31日结束。因為華族身份而被褫奪今屆的參選資格。